# EP (album Odroerir)
EP (lub niekiedy Odroerir) – album EP zespołu Odroerir wydany 25 listopada 2004 roku. Powstał w liczbie 498 egzemplarzy.

## Lista utworów
1. „Odroerir” – 5:05
2. „Idafeld” – 7:54